# Casimir Funk

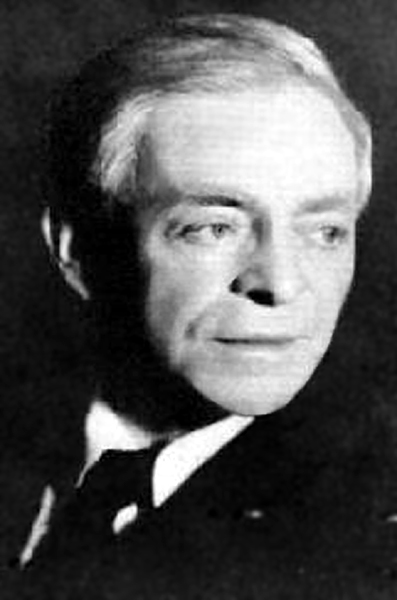
Casimir Funk (1964)

Casimir Funk, eigenlijk Kazimierz Funk (Warschau, 23 februari 1884 – Albany (VS), 19 november 1967), was een Joods-Poolse biochemicus die bekendstaat als degene die in 1912 als eerste het concept vitamine formuleerde. Hij sprak van vitale amines of vitamines.

## Leven
Funk werd in 1884 in Warschau geboren als zoon van een vooraanstaand dermatoloog. Hij studeerde in Berlijn en behaalde zijn doctoraal in organische chemie aan de universiteit van Bern in 1904. Hij werkte in het Pasteur-instituut in Parijs, later in Berlijn en het Lister-instituut in Londen. In 1915 vertrok Funk naar de Verenigde Staten waar hij in 1920 het staatsburgerschap verwierf.
In 1923 keerde hij terug naar zijn geboorteland en was van 1923 tot 1928 hoofd van de afdeling biochemie van het Nationaal Hygiëne Instituut in Warschau. Daar werkte hij aan de isolatie van insuline en onderzocht de werking van thiamine bij de koolhydraatstofwisseling. In 1928 verhuisde Funk naar Parijs waar hij zijn eigen onderzoeksinstituut opzette, het Casa Biochemica. In die tijd trouwde hij met zijn vrouw, Alix, met wie hij twee kinderen had: Ian en Dorian.
Na het uitbreken van de Tweede Wereldoorlog, in 1939, verhuisde hij voorgoed naar de VS waar hij in 1940 de Funk Foundation for Medical Research startte.
Funk overleed in Albany, New York in 1967 op 83-jarige leeftijd aan kanker.

## Wetenschappelijke betekenis
Na het lezen van het artikel van de Nederlander Christiaan Eijkman waarin deze aantoonde dat mensen die bruine rijst aten minder kans op beriberi liepen dan mensen die gepelde rijst aten, probeerde hij de stof te isoleren die hier verantwoordelijk voor was. Dit lukte rond 1912. Omdat deze stof een amine-groep had noemde hij het “vitamine”. Later werd deze stof vitamine B1, of thiamine genoemd. Funk veronderstelde dat ook andere ziekten, als rachitis, pellagra, coeliakie en scheurbuik konden worden genezen of voorkomen door het toedienen van vitamines. Later bleken lang niet alle vitamines een amine-groep te hebben.
Andere stoffen waarvan Funk het bestaan van veronderstelde waren (zoals ze later bekendstonden) vitamine B1, B2, C en D. In 1936 bepaalde hij de moleculaire structuur van thiamine, hoewel hij niet de eerste was die het isoleerde. Wél isoleerde hij als eerste nicotinezuur, ook bekend als niacine of vitamine B3.
Verder deed Funk onderzoek naar hormonen, diabetes mellitus, maagzweren en de biochemie van kanker.
Het Poolse instituut voor Kunsten en Wetenschap reikt jaarlijks de Casimir Funk Natural Science Award uit aan Amerikaans-Poolse wetenschappers. Onder de winnaars was Benoît Mandelbrot.
- Bibsys: 90577520
- Biblioteca Nacional de España: XX1276997
- CiNii: DA07447510
- Gemeinsame Normdatei: 124997074
- International Standard Name Identifier: 0000 0000 8131 8344
- Library of Congress Control Number: n96003527
- Nationale Bibliotheek van Tsjechië: nlk20000090307
- Nationale Bibliotheek van Israël: 987007261303805171
- Nationale Bibliotheek van Polen: a0000003136747
- Nederlandse Thesaurus van Auteursnamen: 213128233
- Réseau des bibliothèques de Suisse occidentale: 02-A003269618
- SNAC: w6hb02d4
- Système universitaire de documentation: 073011193
- Virtual International Authority File: 52637392
- WorldCat: E39PBJxrRVVhwCKk3r8wjF9dQq